# エドウィン・バレロ
エドウィン・アントニオ・バレロ・ビバス（Edwin Antonio Valero Vivas、1981年12月3日 - 2010年4月19日）は、ベネズエラの元男性プロボクサー。メリダ州メリダ出身。元WBC世界ライト級王者。元WBA世界スーパーフェザー級王者。世界2階級制覇王者。
生涯プロ戦績27戦全KO勝利。世界王者クラスとしては、史上ただ一人のパーフェクトレコード保持者である。またプロデビューからの18戦はすべて初回KO勝ち。

## 来歴

### 前歴
12歳からボクシングを始める。同時にこの頃からコカインと飲酒をやり始め、道端で仲間と屯するようになり学校も中退した。86勝（57KO）6敗のアマチュア戦績を残す。
2001年2月5日、バイク事故を起こす。ヘルメットを装着していなかったバレロは頭蓋骨を骨折、脳からも出血し手術を受ける。
2002年7月9日に20歳でプロデビュー。デビュー戦から12戦連続初回KO勝利を記録、ゴールデンボーイ・プロモーションズと契約してHBOでの試合放送も決定し、順風満帆かと思われた矢先の2004年1月に、ニューヨーク州コミッションのMRI検査で脳出血が発見され（2001年に起こしたバイク事故の後遺症）、ライセンス停止処分を受ける。この処分によりバレロはアメリカ全土で試合が出来なくなった。バレロはカリフォルニア州の医師からボクシングをするのには問題ないとの診断を受け、その診断結果をニューヨーク州コミッションへ提出したが、コミッションが処分を解除することは無かった。

### 日本を主戦場に
米国のコミッションにてライセンスが停止されたが、米国以外の国では試合ができた。そこに目を付けた日本の帝拳プロモーション・本田明彦会長の目に留まり、同プロモーションと契約して来日、家族と共に東京で生活を始める。
日本ではバレロより先に来日していた同国人のホルヘ・リナレスと共に帝拳ジムでトレーニングを行なった。
1年半近いブランクを経て、2005年5月21日のエルナン・バレンズエラ（アルゼンチン）戦で再起、ブランクを感じさせないファイトで初回KO勝ちを飾って以降は、その強さに対戦相手を探すのが困難になるほどだった。阪東ヒーロー（フォーラムスポーツ）との試合では「バレロが1RKO勝ちを逃せば、対戦相手に100万円を与える」という異例の賞金マッチであったが、公約通りに1RKO勝ちを収めた。
2006年2月25日、ベネズエラでワイベル・ガルシア（パナマ）を初回TKOに降し、WBAラテンアメリカ・スーパーフェザー級王座獲得。これでプロデビューから18戦連続初回KO勝利となり、歴代2位の記録となった。
2006年3月25日、神戸でノンタイトル戦を行い、2回TKO勝ち。連続初回KO記録こそ途切れたものの、デビューからの連続KO勝利は19に伸びる。
2006年8月5日、20戦目で世界初挑戦。パナマ・パナマ市でWBA世界スーパーフェザー級王者ビセンテ・モスケラ（パナマ）に挑む。ダウンを奪われるなどの苦戦を強いられたものの、最後は10回2分00秒TKO勝ちを収め、王座奪取に成功。
2007年1月3日、有明コロシアムで初防衛戦。同級12位ミチェル・ロサダ（メキシコ）と対戦し、初回1分12秒KO勝ち。3試合ぶりの初回KO勝ちを収めた。
2007年5月3日、有明コロシアムで王座2度目の防衛戦を行った。これは指名試合だったが、同級1位のマニー・パッキャオはWBC王座挑戦を念頭に置きつつ、米国でのビッグマッチを計画中のため、同級2位の本望信人（角海老宝石）が繰り上がりで指名挑戦者となった。挑戦者のタフネスの前に苦戦を強いられたが、最後は8回1分54秒負傷TKO勝ちを収める。
2007年12月15日、メキシコ・カンクンで3度目の防衛戦。同級13位サイド・サバレタ（メキシコ）に3回1分18秒TKO勝ち。
当時の戦場であったスーパーフェザー級は、マニー・パッキャオだけでなく、ファン・マヌエル・マルケス、マルコ・アントニオ・バレラとスター揃いで、本人も彼らとのビッグマッチを望んでいた。
2008年2月中旬に米国テキサス州コミッションの健康診断をパスしてライセンスを取得した。
2008年6月12日、4度目の防衛戦。日本武道館で同級7位嶋田雄大（ヨネクラ）と対戦し、7回1分55秒TKO勝ち。この試合が日本でのラストマッチとなった。
その後ライト級に転向するため、2008年9月4日付でWBA王座返上。また夫人のホームシックから契約期間途中であったが帝拳との契約を解消し、ベネズエラへ帰国した。

### アメリカへ復帰
2009年2月にボブ・アラムが主催するトップランク社と契約し、米国に拠点を移した。
2009年4月4日、アメリカ・テキサス州オースティンでアントニオ・ピタルア（コロンビア）とWBC世界ライト級王座決定戦で対戦。2回49秒TKO勝ちを収め、王座獲得。2階級制覇を達成した。2003年以来、約6年ぶりのアメリカでの試合であった。テキサス州コミッションのライセンスを取得した上での試合であったが、まだ他の州では試合を行えない状態であったことから、ボブ・アラムは数戦テキサス州で試合をさせたあと、ネバダ州など他の州でもライセンスを取得させたいと話した。
2009年9月24日、ベネズエラでバレロが母親と姉妹を殴ったとして家庭内暴力容疑で逮捕される。バレロは逮捕されたことを否定した。このあとアメリカのテキサス州でも飲酒運転で逮捕される。この2つの事件を起こしたことによりバレロがアメリカ国内でのボクシングライセンス取得がさらに困難になった。
2009年11月14日にラスベガスのMGMグランドで行われるマニー・パッキャオ vs. ミゲール・コットの前座カードとしてウンベルト・ソト（メキシコ）との対戦が予定されていたが、米国から滞米ビザ発給を拒否され断念した。
2009年12月19日、初防衛戦。母国・ベネズエラにて同級14位ヘクトール・ベラスケス（メキシコ）と対戦し、6回終了TKO勝ち。
2010年2月6日、敵地メキシコ・モンテレイのモンテレーアリーナで暫定王者アントニオ・デマルコ（メキシコ）との王座統一戦に臨み、9回終了TKO勝ち。2度目の防衛に成功し、これでデビューから27戦連続KO勝ちで歴代11位の記録となった。この試合が生涯最後の試合となった。
デマルコとの統一戦後、スーパーライト級への転向を希望して同王座を返上したが、WBCからは2010年2月9日付でライト級休養王者として認定された。

### 妻を殺害、逮捕、そして自殺
2010年3月25日、ベネズエラでバレロの妻が肺の破裂と肋骨骨折の重傷を負った状態で病院に担ぎ込まれる。遅れて病院へやって来たバレロは妻へ警官に事情を話すなと命令し、医者と看護師を威圧して脅した。妻への暴行容疑と病院関係者を脅迫した容疑でバレロは逮捕される。しかし妻は階段から落ちて怪我をしたのだと話しバレロから暴行を受けたことを否定した、バレロの母親も同じ主張をしたことで暴行容疑に関しての訴えは取り下げられた。3月28日、バレロは薬物中毒とアルコール中毒を治療するため精神病院で6ヶ月間のリハビリ生活を送ることになる。
2010年4月18日、ベネズエラ・カラボボ州バレンシア滞在中のホテルにて、明け方に部屋を出てきたバレロがホテルの警備員に妻(24歳)を殺害したと告げる、駆けつけた警官が妻の刺殺体を確認しバレロを逮捕した。翌4月19日、警察署内の独房で履いていたスウェットパンツで首を吊って自殺を図っているバレロを別の囚人が見つける。発見時にはまだかすかに息があったが深夜1時30分頃に死亡が確認された。コカインとアルコールの中毒であり精神異常を来たしていたと言われる。28歳没。
亡くなった妻の母親は、最近のバレロは何も食べず一睡もせずに毎日コカイン等の薬物ばかりやっており、ますます暴力的になっていると娘から生前に聞いていたと、娘の葬儀で話した。妻はバレロに殺される5ヶ月前に左足を拳銃で撃たれて病院で手当てを受けており、妻は家の外で見覚えの無いオートバイに乗った男に撃たれたと証言していたが、これもバレロに撃たれたのではないかとみられている。このように妻がバレロから家庭内暴力を受けていたことをうかがわせる事例が表面化しただけでも数度あったことから、行政が介入していれば妻が殺されることはなかったとベネズエラの女性団体が抗議行動を起こした。

## エピソード・その他
- 反米主義で知られるベネズエラ第53代大統領ウゴ・チャベスの熱烈な信奉者で友人でもあり、帝拳時代にチャベス大統領の肖像が描かれたトランクスでのプロモーション写真を撮ろうとして、帝拳・本田明彦会長にたしなめられた。帝拳離脱後は胸にベネズエラ国旗と共にチャベス大統領のタトゥーを彫った。
- 弟にプロボクサーのルイス・バレロ（Jose Luis Valero）がいる。
- バレロが殺害した妻の実弟であるジョエル・フィノル（英語版）が、ベネズエラ代表として2016年リオデジャネイロオリンピックのフライ級で銅メダルを獲得（後に銀メダルを獲得したミーシャ・アロイアンがドーピングで失格となり、フィノルが繰り上がりで銀メダルを獲得する）後に、プロボクサーに転向している[26]。

## 戦績
- アマチュアボクシング：92戦86勝(57KO・RSC)6敗
- プロボクシング：27戦27勝(27KO)無敗

| 戦           | 日付           | 勝敗 | 時間 | 内容 | 対戦相手                              | 国籍           | 備考                                              |
| ------------ | -------------- | ---- | ---- | ---- | ------------------------------------- | -------------- | ------------------------------------------------- |
| 1            | 2002年7月9日   | ☆    | 1R   | TKO  | エドゥアルド・ヘルナンデス            | ベネズエラ     | プロデビュー戦                                    |
| 2            | 2002年9月23日  | ☆    | 1R   | TKO  | ダニー・サンドバル                    | ベネズエラ     |                                                   |
| 3            | 2002年10月26日 | ☆    | 1R   | TKO  | アンヘル・アリリオ・リベロ            | ベネズエラ     |                                                   |
| 4            | 2002年11月18日 | ☆    | 1R   | TKO  | ルイス・ソト                          | コロンビア     |                                                   |
| 5            | 2002年11月30日 | ☆    | 1R   | KO   | フリオ・ピネダ                        | ベネズエラ     |                                                   |
| 6            | 2003年3月22日  | ☆    | 1R   | KO   | ダニー・サンドバル                    | ベネズエラ     |                                                   |
| 7            | 2003年5月17日  | ☆    | 1R   | TKO  | エドガー・メンドサ                    | ベネズエラ     |                                                   |
| 8            | 2003年5月23日  | ☆    | 1R   | TKO  | ダリオ・フリオ                        | コロンビア     |                                                   |
| 9            | 2003年7月19日  | ☆    | 1R   | TKO  | エマニュエル・フォード                | アメリカ合衆国 |                                                   |
| 10           | 2003年8月28日  | ☆    | 1R   | TKO  | ロケ・カシアニ                        | コロンビア     |                                                   |
| 11           | 2003年10月27日 | ☆    | 1R   | KO   | アレハンドロ・ヘレディア              | ベネズエラ     |                                                   |
| 12           | 2003年12月18日 | ☆    | 1R   | TKO  | トーマス・サンブラノ                  | メキシコ       |                                                   |
| 13           | 2005年5月21日  | ☆    | 1R   | TKO  | ヘルナン・アブラハム・バレンズエラ    | アルゼンチン   |                                                   |
| 14           | 2005年7月1日   | ☆    | 1R   | KO   | エステバン・デ・ヘスス・モラレス      | コロンビア     |                                                   |
| 15           | 2005年8月13日  | ☆    | 1R   | KO   | ホセ・ヘルナンデス                    | コロンビア     |                                                   |
| 16           | 2005年9月25日  | ☆    | 1R   | TKO  | 阪東ヒーロー （ファミリーフォーラム） | 日本           |                                                   |
| 17           | 2005年12月5日  | ☆    | 1R   | KO   | アラム・ラマジャン                    | アルメニア     |                                                   |
| 18           | 2006年2月25日  | ☆    | 1R   | TKO  | ワイバー・ガルシア                    | パナマ         | WBAフェデラテンスーパーフェザー級タイトルマッチ   |
| 19           | 2006年3月25日  | ☆    | 2R   | TKO  | ヘナロ・トラサンコ                    | メキシコ       |                                                   |
| 20           | 2006年8月5日   | ☆    | 10R  | TKO  | ビセンテ・モスケラ                    | パナマ         | WBA世界スーパーフェザー級タイトルマッチ           |
| 21           | 2007年1月3日   | ☆    | 1R   | TKO  | ミチェル・ロサダ                      | メキシコ       | WBA防衛1                                          |
| 22           | 2007年5月3日   | ☆    | 8R   | TKO  | 本望信人（角海老宝石）                | 日本           | WBA防衛2                                          |
| 23           | 2007年12月15日 | ☆    | 3R   | TKO  | サイド・サバレタ                      | メキシコ       | WBA防衛3                                          |
| 24           | 2008年6月12日  | ☆    | 7R   | TKO  | 嶋田雄大（ヨネクラ）                  | 日本           | WBA防衛4                                          |
| 25           | 2009年4月4日   | ☆    | 2R   | TKO  | アントニオ・ピタルア                  | コロンビア     | WBC世界ライト級王座決定戦                         |
| 26           | 2009年12月19日 | ☆    | 6R   | TKO  | ヘクトール・ベラスケス                | メキシコ       | WBC防衛1                                          |
| 27           | 2010年2月6日   | ☆    | 10R  | TKO  | アントニオ・デマルコ                  | メキシコ       | WBC世界ライト級王座統一戦 WBC防衛2→休養王座に認定 |
| テンプレート |                |      |      |      |                                       |                |                                                   |

## 獲得タイトル
- WBAフェデラテン・スーパーフェザー級王座
- WBA世界スーパーフェザー級王座（防衛4=返上）
- WBC世界ライト級王座（防衛2=返上）